# Fang (Sprache)
Fang (auch Pahouin und Pamue) ist die Sprache der Fang in Zentralafrika. Sie wird den Bantusprachen innerhalb der Benue-Kongo-Sprachen zugerechnet. 
Ihre circa 1.020.000 Sprecher leben in Äquatorialguinea (297.000 Sprecher, Zensus 2007), Gabun (588.000 Sprecher, Zensus 2007), im Süden Kameruns (121.000 Sprecher, Zensus 2006) und in der Republik Kongo (8100 Sprecher, Zensus 2006).
Das Fang ist im Norden Gabuns und in Äquatorialguinea eine wichtige Verkehrssprache und besitzt eine reichhaltige, nur teilweise erforschte Oralliteratur. Sie wird in der lateinischen Schrift geschrieben.

## Klassifikation
Fang ist eine Nordwest-Bantusprache und gehört zur Yaunde-Fang-Gruppe, die als Guthrie-Zone A70 klassifiziert wird. 
Sie ist mit den Sprachen Bulu, Eton und Ewondo verwandt und hat wie viele andere Sprachen in der Zone A nach Malcolm Guthrie Merkmale, die man im restlichen Zentralbantu nicht antrifft. 

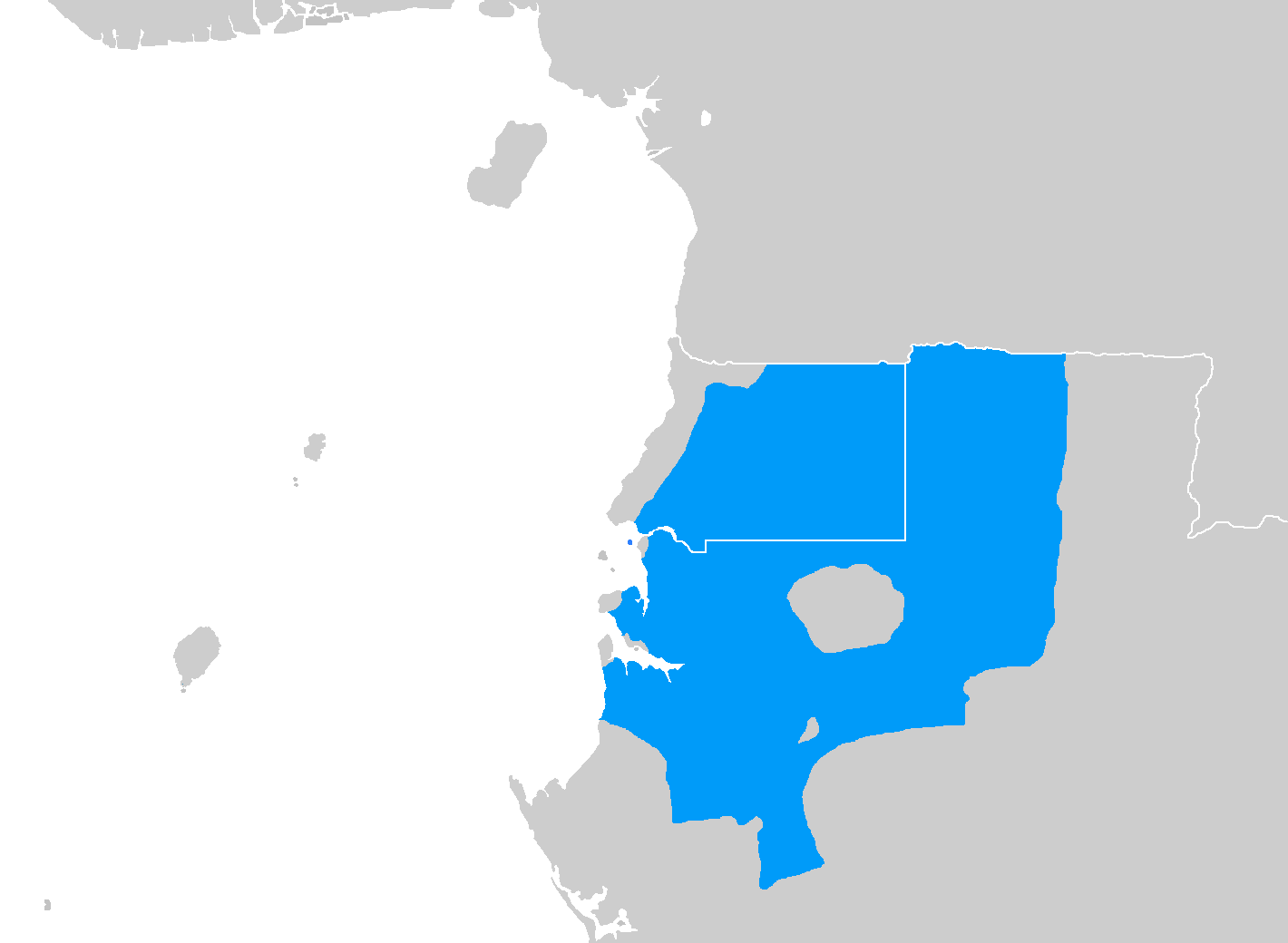
Sprachraum von Fang

## Phonetik und Phonologie
Das Fang ist eine Tonsprache und hat eine komplizierte Morphonologie. Zu den 18 Vokal- und 23 Konsonanten-Phonemen gehören auch die Labial-Velare kp und gb.